# Камешниця (Росія)
Каме́шниця (рос. Камешница) — село у складі Орічівського району Кіровської області, Росія. Входить до складу Спас-Талицького сільського поселення.
Населення становить 154 особи (2010, 157 у 2002).
Національний склад станом на 2002 рік — росіяни 92 %.